# Вецларска награда за фантастика
„Вецларска награда за фантастика“ (на немски: Phantastik-Preis der Stadt Wetzlar) е литературна награда, учредена през 1983 г. от град Вецлар. Присъжда се ежегодно и отличава немскоезични оригинални творби в областта на фантастиката.
Наградата е в размер 4000 €.

## Носители на наградата (подбор)
- Рафик Шами (1990)
- Карл Амери (1991)
- Хана Йоханзен (1993)
- Корнелия Функе (2004)
- Валтер Мьорс (2005)
- Томас Главинич (2007)
- Роберт Шнайдер (2008)
- Кристиан Крахт (2009)
- Маркус Ортс (2011)